# 안토니 삼브라노
안토니 호세 삼브라노 데 라 크루스(스페인어: Anthony José Zambrano de la Cruz, 1998년 1월 17일~)는 콜롬비아의 육상 선수로 주 종목은 단거리 달리기이다. 그는 2020년 하계 올림픽 남자 400m 달리기에서 은메달을 획득했으며 2019년 세계 선수권 대회 400m 달리기 은메달을 획득했다.
현재 400m 달리기 종목 콜롬비아 국가 기록과 남아메리카 기록을 보유하고 있다. 